# فروع رئوية للعصب المبهم
 يمكن تقسيم الفروع الرئوية للعصب المبهم إلى مجموعتين: أمامية وخلفية.

## المجموعة الأمامية
وتعرف بالفروع القصبية الأمامية، وعددها اثنان أو ثلاثة، صغيرة الحجم، وتتوزع على السطح الأمامي لجذر الرئة .
وتنضم فروع هذه المجموعة خيوط ألياف الجهاز العصبي الودي لتكوين الضفيرة الرئوية الأمامية.

## المجموعة الخلفية
وتعرف بالفروع القصبية الخلفية، كبيرة في العدد والحجم، وتتوزع على السطح الخلفي لجذر الرئة، وتنضم فروع هذه المجموعة إلى ألياف تابعة للعُقد الودية الصدرية الثالثة والرابعة لتكوين الضفيرة الرئوية الخلفية .